# Korgen
Korgen est une localité du comté de Nordland, en Norvège.

## Géographie
Administrativement, Korgen fait partie de la kommune de Hemnes.